# Магер Каррісо
Магер Маурісіо Каррісо (ісп. Maher Mauricio Carrizo, нар. 19 лютого 2006, Сантьяго-де-Естеро, Аргентина) — аргентинський футболіст, нападник клубу «Велес Сарсфілд».

## Ігрова кар'єра

### Клубна
Магер Каррісо почав займатися футболом в клубі «Сентрал Кордоба» зі свого рідного міста Сантьяго-дель-Естеро.
У 2015 році футболіст приєднався до млодіжної команди клубу «Велес Сарсфілд», в складі якої став кращим бомбардиром молодіжного чемпіонату країни 2023 року. Першу гру в головній команді клубу Каррісо провів 17 січня 2024 року. 6 серпня 2024 року нападник дебютував у турнірі Кубка Аргентини і в першому ж матчі відзначився забитим голом.

### Збірна
У листопаді 2023 року в складі юнацької збірної Аргентини (U-17) Каррісо брав участь у юнацькому чемпіонаті світу в Індонезії. Також на початку 2025 року в складі молодіжної збірної Аргентини нападник грав на молодіжному чемпіонаті Південної Амерки, де забив чотири голи.

## Титули
Велес Сарсфілд
 Чемпіон Аргентини: 2024